# Đài Tưởng niệm Tưởng Giới Thạch
Đài tưởng niệm quốc gia Tưởng Giới Thạch (tiếng Trung: 中正紀念堂, Hán-Việt: Trung Chính Kỷ niệm Đường) là một di tích quốc gia nổi tiếng, địa danh và điểm thu hút khách du lịch được dựng lên để tưởng nhớ Đại nguyên soái Tưởng Giới Thạch, cựu Tổng thống Trung Hoa Dân quốc. Nó nằm ở quận Trung Chính, Đài Bắc, Đài Loan.
Tượng đài, được bao quanh bởi một công viên, đứng ở cuối phía đông của Quảng trường Tự do. Sườn phía bắc và phía nam là Nhà hát Quốc gia và Phòng Hòa nhạc Quốc gia.
Tượng đài đã trải qua một quá trình đổi tên gây tranh cãi vào năm 2007 dưới thời chính phủ Trần Thủy Biển, sau đó được phục hồi vào năm 2009 với sự thay đổi của chính quyền mới. Vào tháng 2 năm 2017, Bộ Văn hóa Đài Loan đã công bố kế hoạch biến hội trường thành trung tâm quốc gia nhằm "đối mặt với lịch sử, công nhận đau thương và tôn trọng nhân quyền". Một quá trình phi sùng bái cá nhân hóa Tưởng Giới Thạch đang được tiến hành khi các đề xuất chuyển đổi hội trường được xem xét.

## Tổng quan
Nhà tưởng niệm có màu trắng với bốn mặt. Mái nhà có màu xanh và hình bát giác, một hình dạng thu hút biểu tượng của số 8, một con số truyền thống ở châu Á với sự phong phú và may mắn. Hai bộ cầu thang màu trắng, mỗi bên có 89 bậc để đại diện cho tuổi của Tưởng tại thời điểm ông qua đời, dẫn đến lối vào chính. Tầng trệt của đài tưởng niệm chứa một thư viện và một bảo tàng ghi lại cuộc đời và sự nghiệp của Tưởng Giới Thạch, với các triển lãm mô tả chi tiết về lịch sử và sự phát triển của Đài Loan. Tầng trên chứa sảnh chính, trong đó có một bức tượng lớn của Tưởng Giới Thạch, là nơi các buổi lễ được bảo vệ diễn ra đều đặn. Từ sảnh chính nhìn lên trần có mái vòm chứa biểu tượng Thanh Thiên Bạch Nhật của Quốc Dân Đảng.

## Phát triển

Tượng Tưởng Giới Thạch trong phòng chính của Nhà tưởng niệm

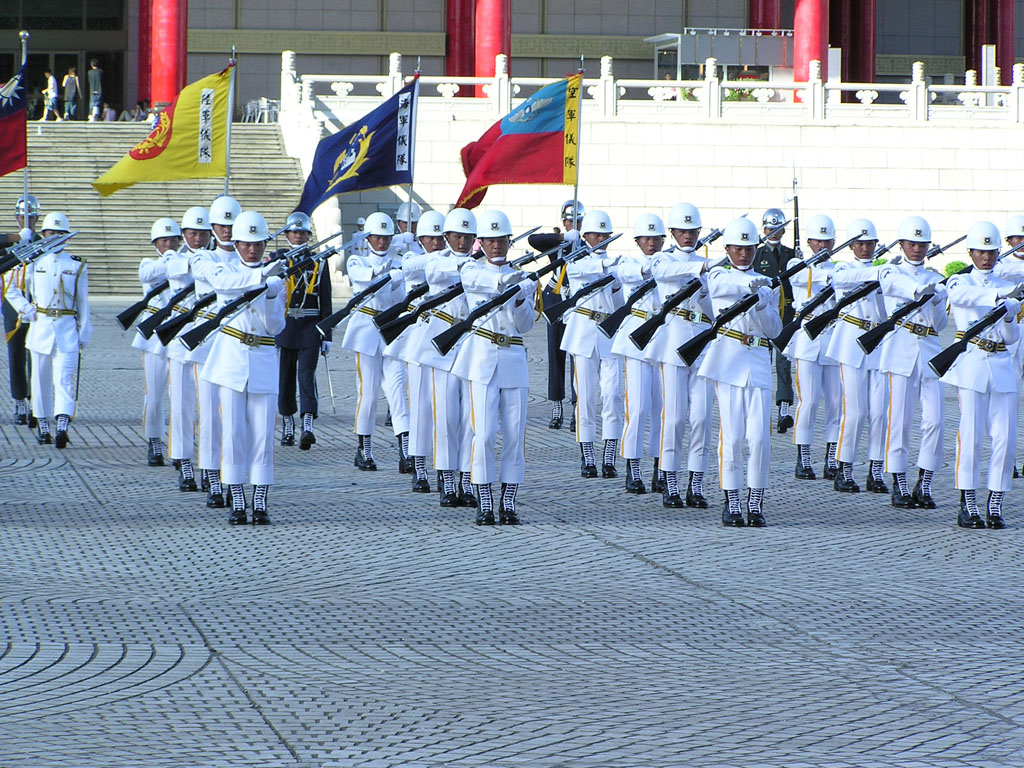
Đội Vệ binh danh dự của Lực lượng Vũ trang Trung Hoa Dân Quốc biểu diễn

Sau khi Tổng thống Tưởng Giới Thạch qua đời vào ngày 5 tháng 4 năm 1975, cơ quan hành pháp của chính phủ đã thành lập một Ủy ban tang lễ để xây dựng đài tưởng niệm. Thiết kế, bởi kiến trúc sư Dương Trác Thành, đã được chọn trong một cuộc thi. Thiết kế của Dương đã kết hợp nhiều yếu tố của kiến trúc truyền thống Trung Quốc để gợi nhớ đến Trung Sơn Lăng ở Nam Kinh, Trung Quốc. (Quốc dân Đảng, do Tôn Trung Sơn sáng lập và Tưởng Giới Thạch lãnh đạo.) Lễ khởi công đài tưởng niệm diễn ra vào ngày 31 tháng 10 năm 1976, kỷ niệm 90 năm ngày sinh của Tưởng. Hội trường chính thức khai trương vào ngày 5 tháng 4 năm 1980, kỷ niệm 5 năm ngày mất của người lãnh đạo.
Thiết kế của Dương đã đặt tòa nhà chính ở cuối phía đông của Công viên Tưởng niệm Tưởng Giới Thạch (中正紀念公園), rộng hơn 240.000 m² ở quận Trung Chính. Một cổng chính, Đại Trung Chí Chính (大中至正) được đặt ở đầu phía tây trên Đại lộ số 6, cổng Đại Trung Môn (大忠門) nằm ở phía bắc của đường Hsin Yi (Xinyi), và cổng Đại Hiếu Môn (大孝門) nằm ở phía nam trên đường Đông Ai Kuo (Aiguo). Đại lộ Homage, giáp với những bụi cây được cắt tỉa cẩn thận, kết nối sảnh chính với quảng trường.

## Lịch sử tiếp theo
Quảng trường trở thành địa điểm lựa chọn của Đài Bắc cho các cuộc tụ họp đông người ngay khi nó mở cửa. Bản chất của nhiều cuộc tụ họp đã mang lại cho vị trí những ý nghĩa công khai mới. Hội trường và quảng trường trở thành trung tâm của các sự kiện trong những năm 1980 và đầu những năm 1990 đã đưa Đài Loan vào kỷ nguyên của nền dân chủ hiện đại. Trong số nhiều cuộc biểu tình ủng hộ dân chủ diễn ra tại quảng trường, có ảnh hưởng lớn nhất là các cuộc biểu tình của phong trào sinh viên Dã Bách Hợp năm 1990. Phong trào này đã thúc đẩy sự cải cách chính trị sâu rộng của tổng thống Lý Đăng Huy. Những điều này lên đến đỉnh điểm trong cuộc bầu cử phổ thông đầu tiên của các nhà lãnh đạo quốc gia vào năm 1996.
Tầm quan trọng của địa điểm này trong sự phát triển nền dân chủ của Đài Loan đã dẫn đến sự tái tổ chức nơi này thành Quảng trường Tự do dưới thời tổng thống Trần Thủy Biển vào năm 2007 Nhà tưởng niệm cũng được đổi tên để cống hiến cho nền dân chủ. Thông báo về những cái tên mới đã được các quan chức của Trung Quốc Quốc dân Đảng chào đón. Sự hiến dâng như ban đầu cho Tưởng sau đó đã làm tổng thống Mã Anh Cửu khôi phục lại hội trường, trong khi cái tên Quảng trường tự do cuối cùng đã được xác nhận bởi các quan chức trong Đảng.
Vào năm 2017, nhân dịp kỷ niệm 70 năm sự kiện 28 tháng 2 và kỷ niệm 30 năm dỡ bỏ thiết quân luật, Bộ Văn hóa Đài Loan đã công bố kế hoạch biến hội trường thành một trung tâm quốc gia nhằm mục đích "đối diện lịch sử, ghi nhận đau thương và tôn trọng nhân quyền." Các học giả và chuyên gia được mời thành lập một nhóm cố vấn để giúp lập kế hoạch chuyển đổi hội trường. Thảo luận công khai về sự chuyển đổi này bắt đầu vào năm tiếp theo tại các diễn đàn được tổ chức trên khắp Đài Loan.
Dòng chữ Trung Quốc hiện trên cổng chính nói rằng quảng trường là Quảng trường Tự do. Phong cách thư pháp này bắt chước lại thư pháp của Vương Hy Chi thời Đông Tấn (xem thư pháp Trung Quốc). Phong cách thư pháp này cho cảm giác của sức sống, chuyển động và tự do. Các ký tự trong dòng chữ trên được đặt theo thứ tự từ trái sang phải theo thông lệ hiện đại ở Đài Loan. (Thứ tự chữ từ phải sang trái của truyền thống chữ Trung Quốc cổ đại đã được áp dụng tại địa điểm trên cho đến lúc đó.) (Xem: Liberty Square entrance of Chiang Kai-Shek Memorial Hall trên YouTube)
Năm 2018, các nhà hoạt động sinh viên ủng hộ độc lập đã xông vào hội trường và ném sơn vào bức tượng của Tưởng Giới Thạch. Hai người đã bị bắt và bị phạt 2.000 Đài tệ.

## Tọa độ cho các mốc
- Chiang Kai-shek Memorial Hall: 25.034567555808202, 121.52185544371605
- National Concert Hall: 25.036594344699495, 121.51896804571152
- National Theater: 25.03573284200235, 121.51846379041672
- Liberty Square Centre: 25.03616298655947, 121.51872128248215
- Liberty Square Main Gate: 25.036667250150774, 121.51768863201141

## Thư viện ảnh

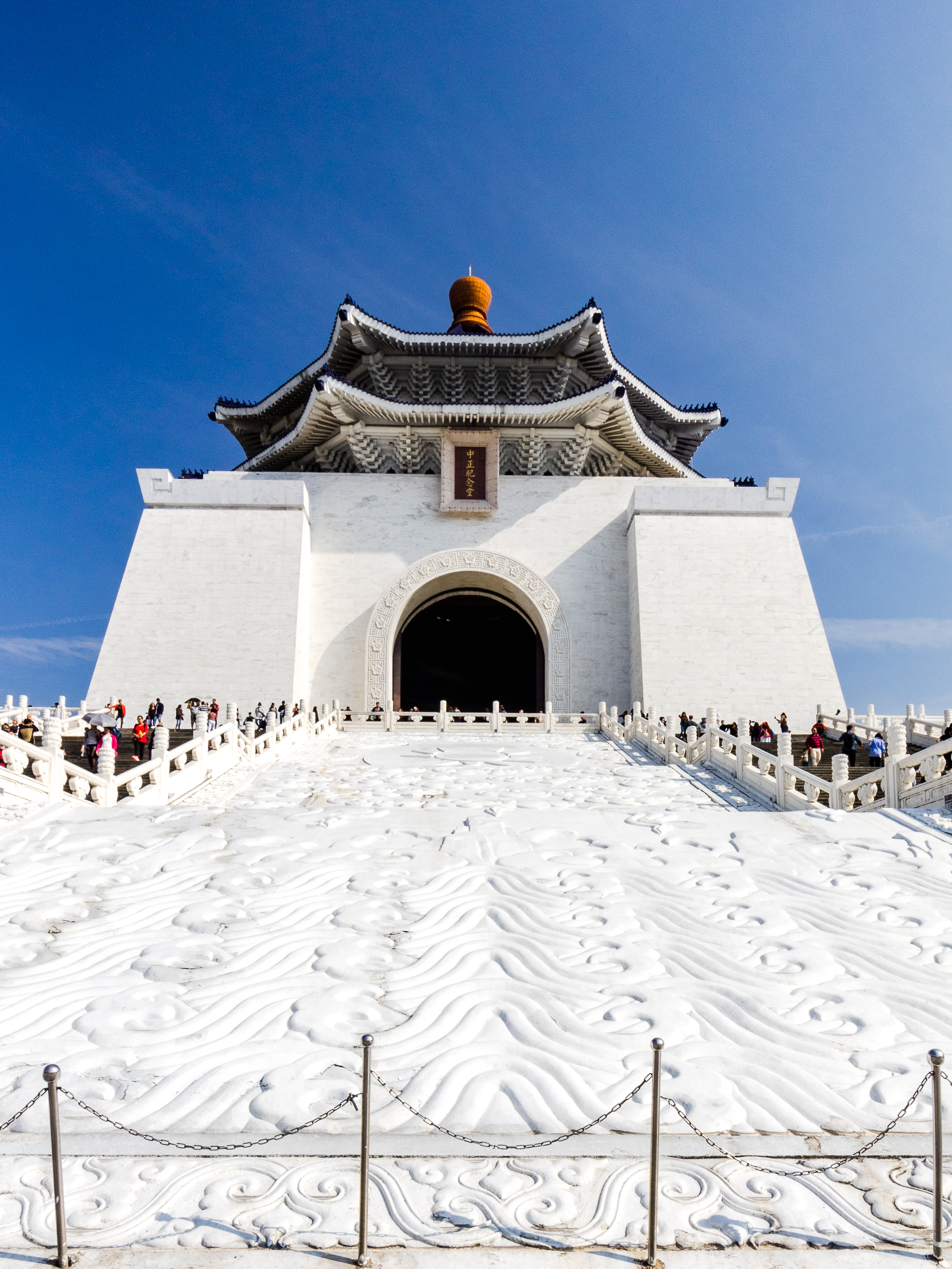
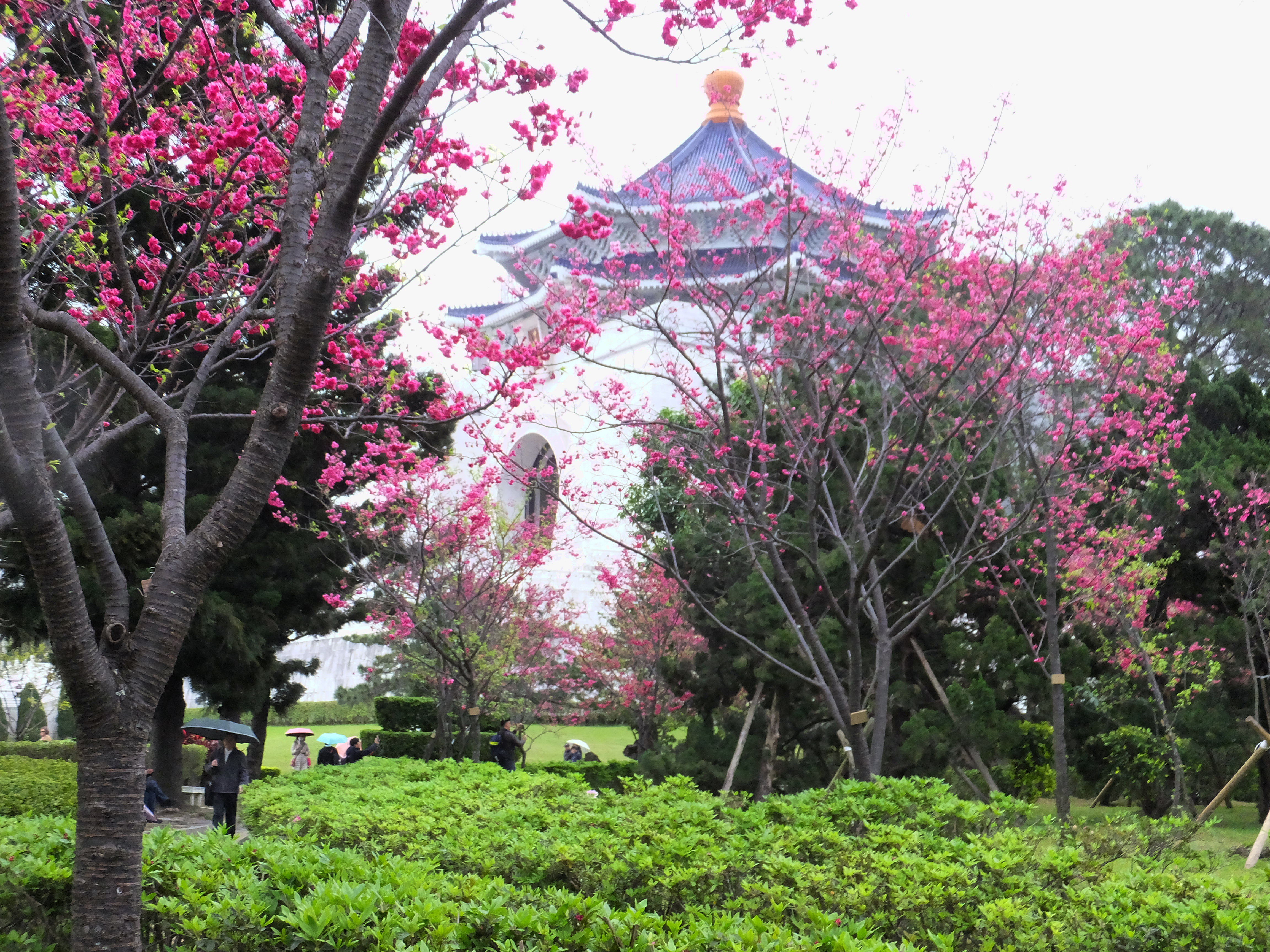
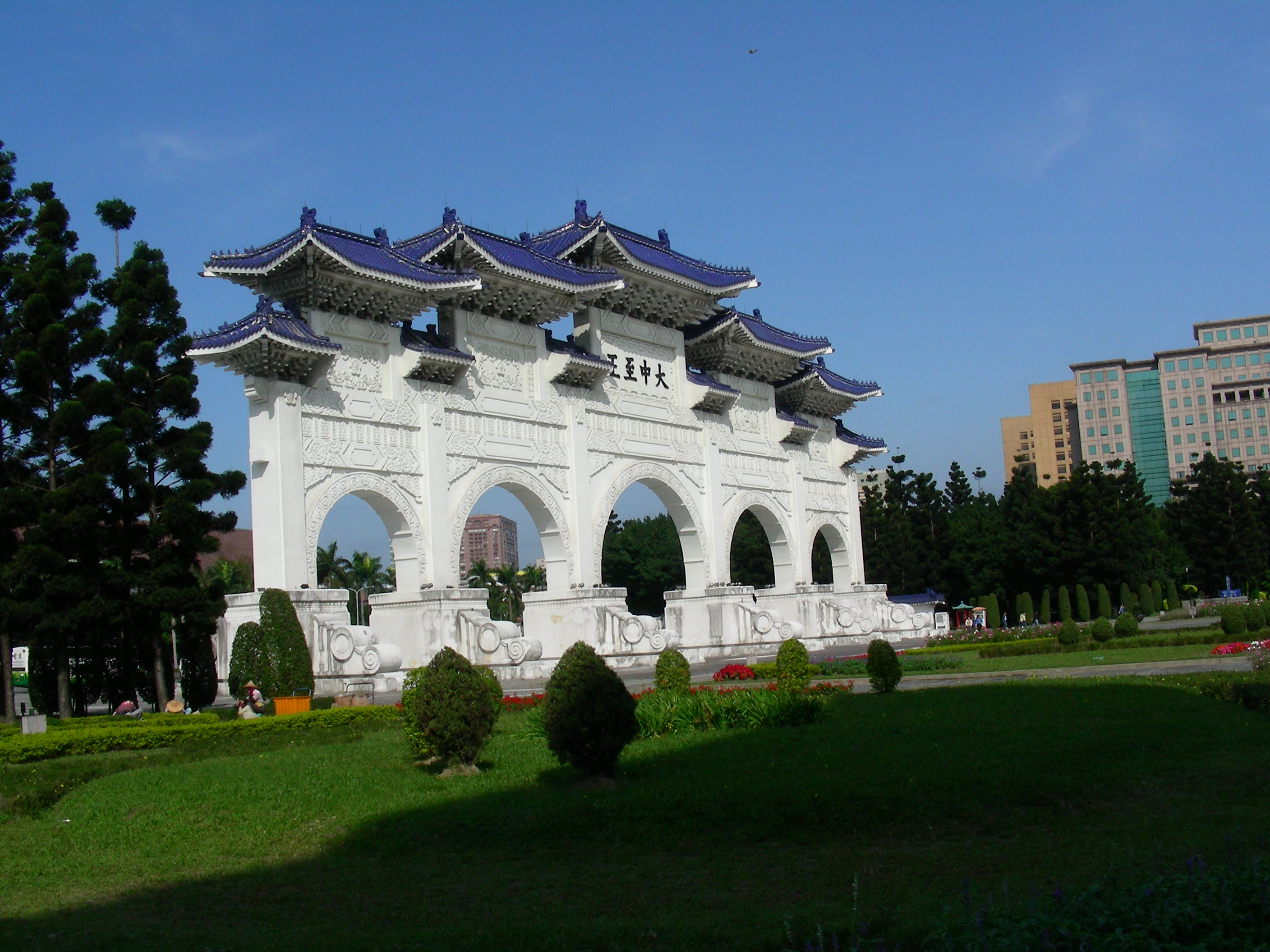
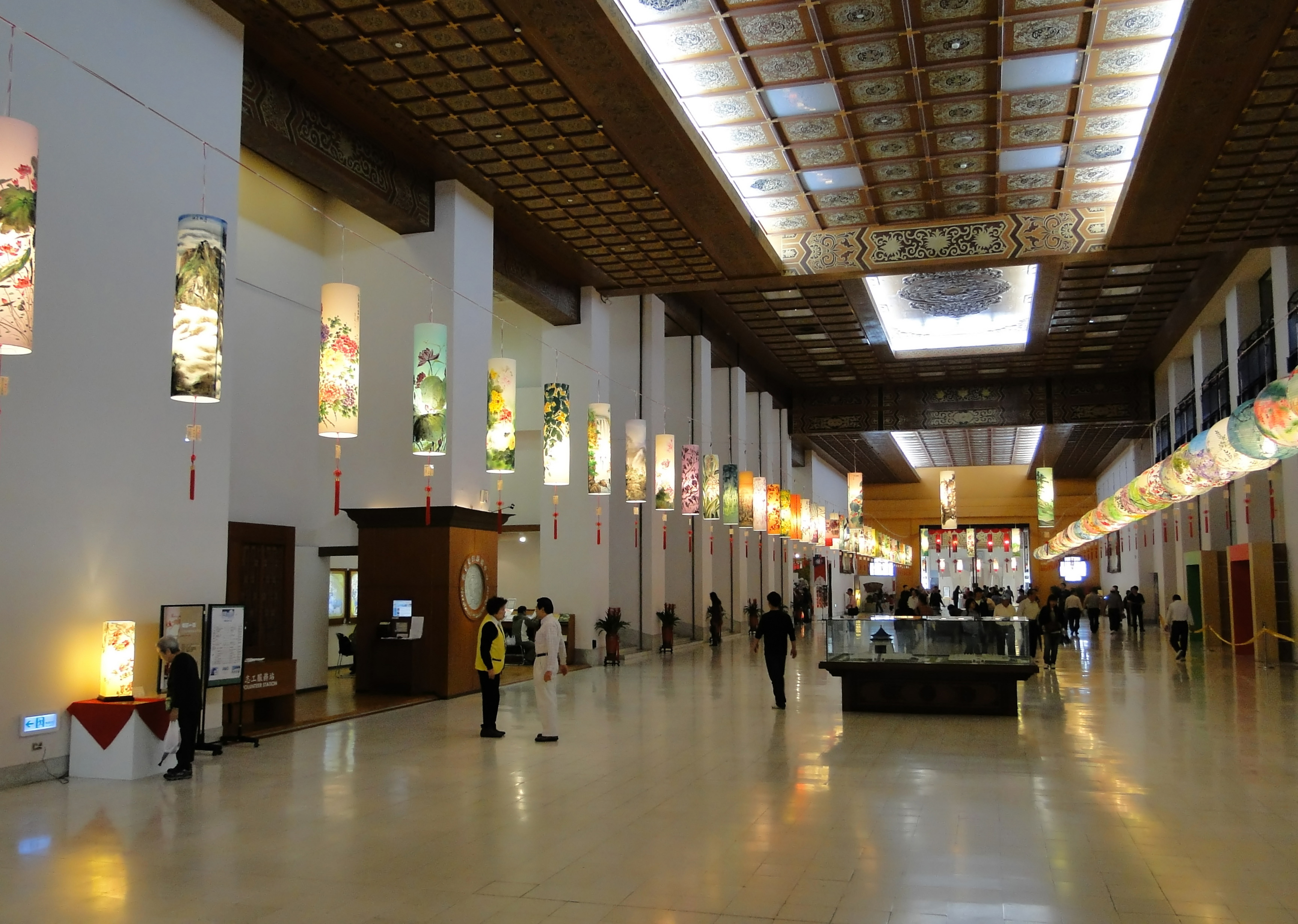
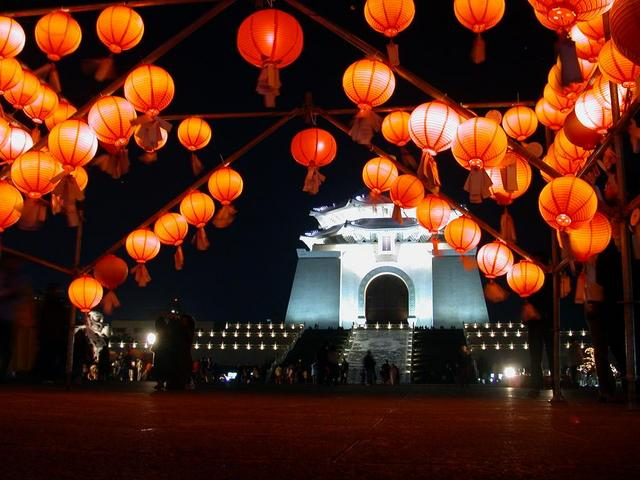
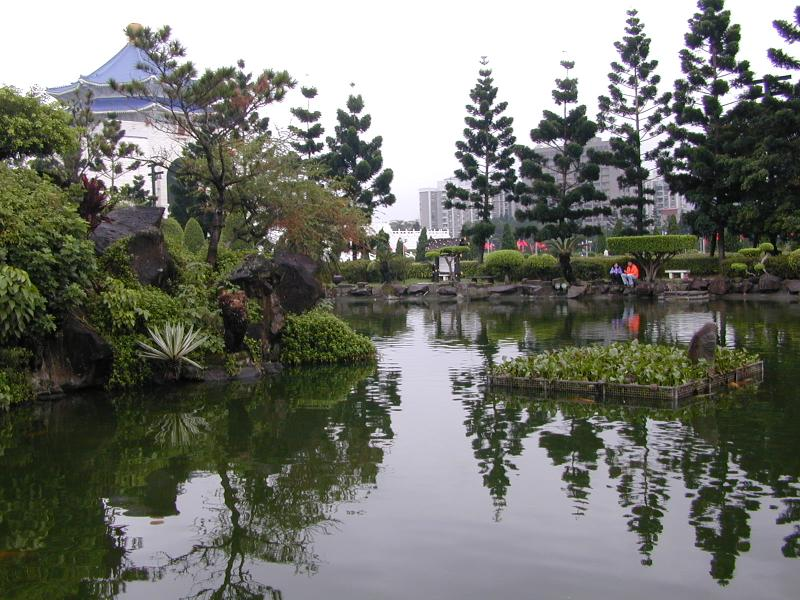
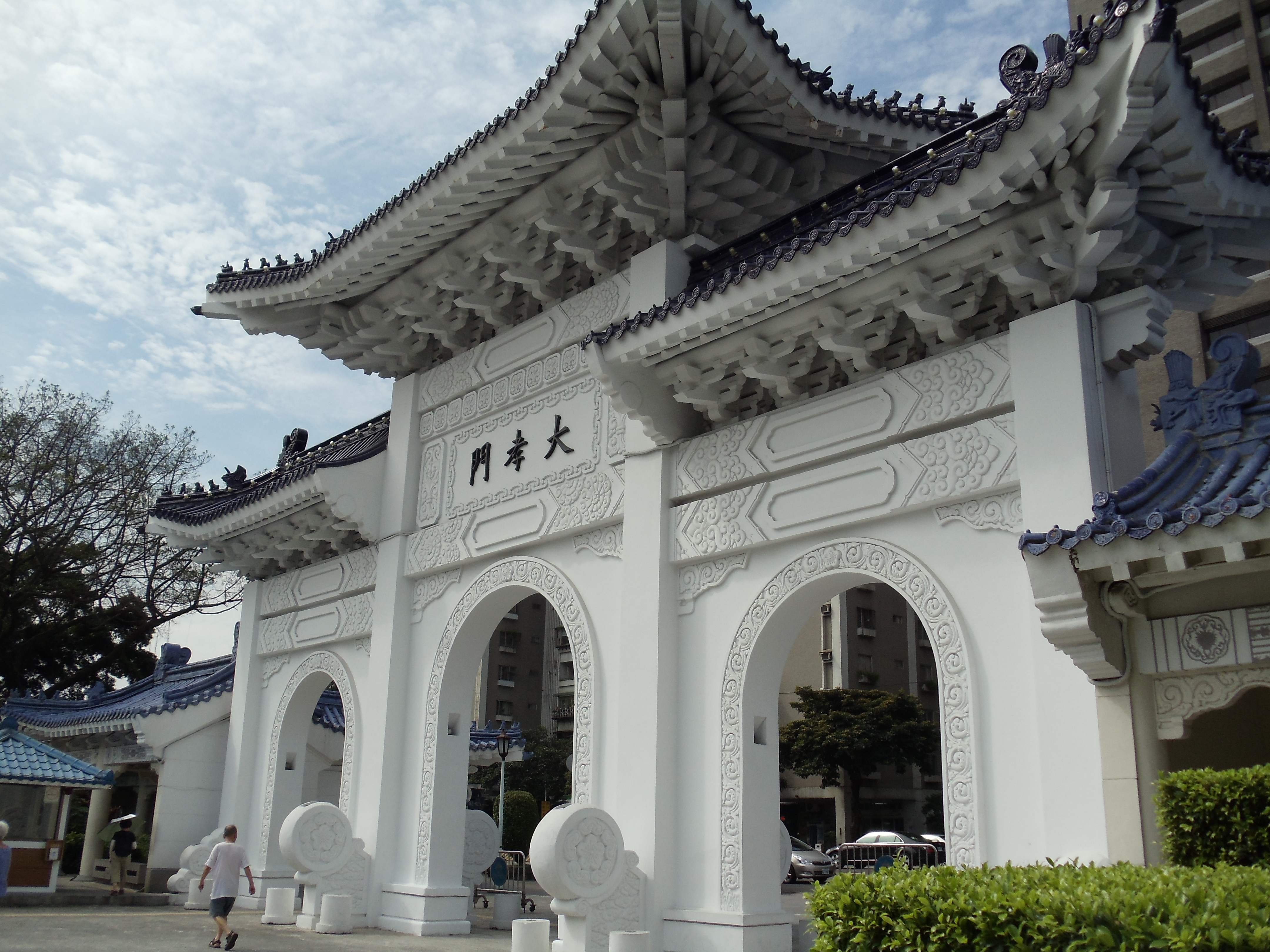